# ヤード・オ・レッド
ヤード・オ・レッド (YARD・O・LED) はイギリスの筆記具メーカーである。

## 歴史
1934年、イギリス ロンドンで創業。創始者はブレナー。
初期のスターリングシルバー製ペンシルは、Edward Baker&Son（後のEdward Baker Ltd.）やJohnson Matthey&Co.が製造していた。
1950年代にEdward Baker Ltd.の事業を引き継ぎ、バーミンガムに独自の生産拠点を所有した。
ヤード・オ・レッドの名称の由来は3インチの長さの芯を12本備えた繰り出し式ペンシルの開発において、芯の長さが約1ヤードになるところからきている。多くの製品に素材としてスターリングシルバーを使用し、全て生涯保障 (LIFETIME GUARANTEE) がついている。